# Plagiognathus shoshonea
Plagiognathus shoshonea är en insektsart som beskrevs av Knight 1964. Plagiognathus shoshonea ingår i släktet Plagiognathus och familjen ängsskinnbaggar. Inga underarter finns listade i Catalogue of Life.